# Stefan Salvator
Stefan Salvatore je izmišljeni junak TV serije Vampirski dnevnici kojeg glumi Pol Vesli (Paul Wesley). Rođen je 1848. godine u Mistik Folsu, Virdžinija. Zajedno sa bratom Damonom voleo je vampiricu Ketrin Pirce (Nina Dobrev), zbog čega su u svađi. Ketrin ga, kao i Damona pretvara u vampira. Vampirica Leksi Branson ga je naučila da kontroliše žeđ za krvlju . Posle mnogo godina vraća se u Mistik Fols gde se zaljubljuje u Elenu Gilbert (Nina Dobrev). U njoj prepoznaje svoju nekadašnju ljubav Ketrin.
Informacije:
- Rodbina: Brat Damon, Sestrić Zac-Zakarije Salvator, Sarah Salvator.
- Ljubav: Kerolajn Forbs, Elena Gilbert
- Datum rođenja: 1848
- Mesto rođenja: Mistic Fols, Virginija
- Moći: Bešumnost, nadljudska snaga i brzina, kontrola uma, može da čuje milju daleko.
- Ishrana: Životinjska ili ljudska krv.
- Zanimljivosti: Kada popije ljudsku krv postaje zao, do tada je sve u redu.

## Spoljašnje veze
- Zvanični veb-sajt